# Cantonul Nozay
Cantonul Nozay este un canton din arondismentul Châteaubriant, departamentul Loire-Atlantique, regiunea Pays de la Loire, Franța.

## Comune
- Abbaretz
- La Chevallerais
- La Grigonnais,
- Nozay (reședință)
- Puceul
- Saffré
- Treffieux
- Vay